# Ciarán McMenamin
Ciarán McMenamin, född 1 oktober 1975 i Enniskillen, är en brittisk (nordirländsk) skådespelare.

## Filmografi i urval
- 1999 – Skyttegraven
- 1999 – David Copperfield (TV-film i två delar)
- 2001 – To End All Wars
- 2001 – The Last Minute
- 2010 – Outcast
- 2012 – Red Tails
- 2016 – Una
- 2021–2024 – Hope Street (TV-serie)